# Ballyshannon
Ballyshannon (iriska: Béal Átha Seanaidh) är en stad i grevskapet Donegal i provinsen Ulster på Irlands nordvästkust. Staden hade 2 503 invånare vid folkräkningen 2011 och ligger i södra änden av Donegal där vägarna N3 och N15 korsar floden Erne vilken delar Ballyshannon och mynnar ut i Atlanten strax väster om staden. Det har hävdats att Ballyshannon är Irlands äldsta stad.

## Namnet
Namnet Ballyshannon betyder "Seannachs vadställes mynning". Av äldre tiders krönikeskrivare kallades staden Ath-seanaigh, Bel-atha betyder ingång till vadställe eller vadställes mynning och Seanna eller Seanaigh var en krigare på 400-talet som dräptes på platsen.

## Geografi
Väster om Ballyshannon mynnar floden Erne ut i Donegal Bay. På norra sidan om staden stiger stranden brant och övergår i kullar och dalar ofta varvade med små sjöar och vattendrag. På södra sidan ligger en slätt känd som the Moy. Ballyshannon ligger vid gränsen till grevskapen Fermanagh och Leitrim.

## Historia
Vid utgrävningar i och omkring Ballyshannon har tecken på boplatser från yngre stenåldern hittats. Ernefloden markerade traditionellt den södra gränsen för kungariket Tir Chonaill och Ballyshannon hade länge varit ett viktigt fäste för den härskande O'Donnell-klanen. På grund av en upplevd risk för attacker från Connacht byggde Niall Garbh O Domhnaill en borg vid Ballyshannon.
Det var från Ballyshannon Castle som Hugh Roe O'Donnell begav sig till sin kröning vid Doon Rock 1592. Samme O'Donnell besegrade 1597 en engelsk här under befäl av Sir Conyers Clifford när denne försökte erövra Ballyshannon Castle. Efter detta slag fick O'Donnell reda på att en annan engelsk styrka var på marsch mot honom och han mötte dem vid Avonmore där hans armé besegrade engelsmännen. När O'Donnell 1602 begett sig till Spanien för att övertyga den spanske kungen att skicka arméer till Irland tog en engelsk styrka under ledning av kapten Digges över Ballyshannon Castle. Efter att nioårskriget tagit slut 1603 behöll regeringen i Dublin Ballyshannon Castle och ett landområde på 1 000 tunnland på vilket en stad skulle byggas. Ansvaret för utvecklingen lades på Sir Henry Folliott och Ballyshannon fick stadsprivilegier 1613.

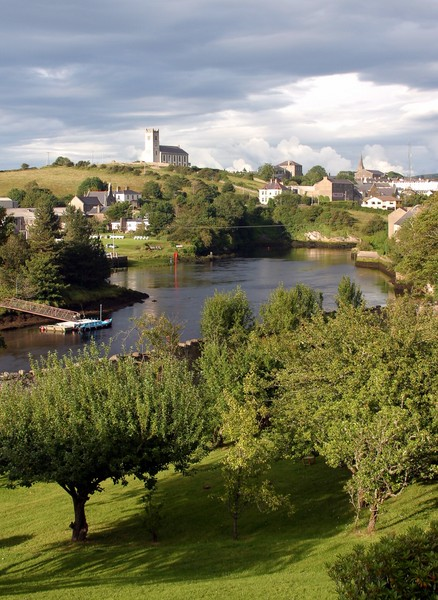
Lough Erne och Ballyshannon

Garnisonen var den första större drivkraften i stadens utveckling under 1600-talet och 1700 stod barackerna färdiga enligt ritningar av Thomas Burgh. Under samma period blev staden också den främsta köpingen i regionen. De huvudsakliga industrierna var destilleriverksamhet, bryggerier, garverier, tobakshantering och sågverk. Välståndet fortsatte under 1800-talet då staden befäste sin roll med ökad utrikeshandel, även turism utvecklades med floden och dess mynning som nationellt betydande inom fritidsfisket.
I Ballyshannon fanns även ett fattighus vars nuvarande byggnad öppnades 1843 och hade plats för 500 fattighjon. Byggnaden användes under 1900-talet som sjukhus för smittsamma sjukdomar.
Under andra världskriget kom de brittiska och irländska regeringarna fram till en tyst överenskommelse om att skapa en luftkorridor mellan nordirländska Belleek och Ballyshannon. Det brittiska flygvapnet använde sig av luftkorridoren Donegal Corridor för att flyga från Nordirland ut över Atlanten från februari 1941 fram till krigsslutet.
Den viktigaste utvecklingen i staden under 1900-talet var bygget av vattenkraftsprojektet i Erne. Förarbetena började i områdena runt Ballyshannon så tidigt som 1945 även om lagstiftningen inte gick igenom förrän 8 maj 1950. Dammarna invigdes formellt den 10 oktober 1952 av Tánaiste Seán Lemass.

## Kultur

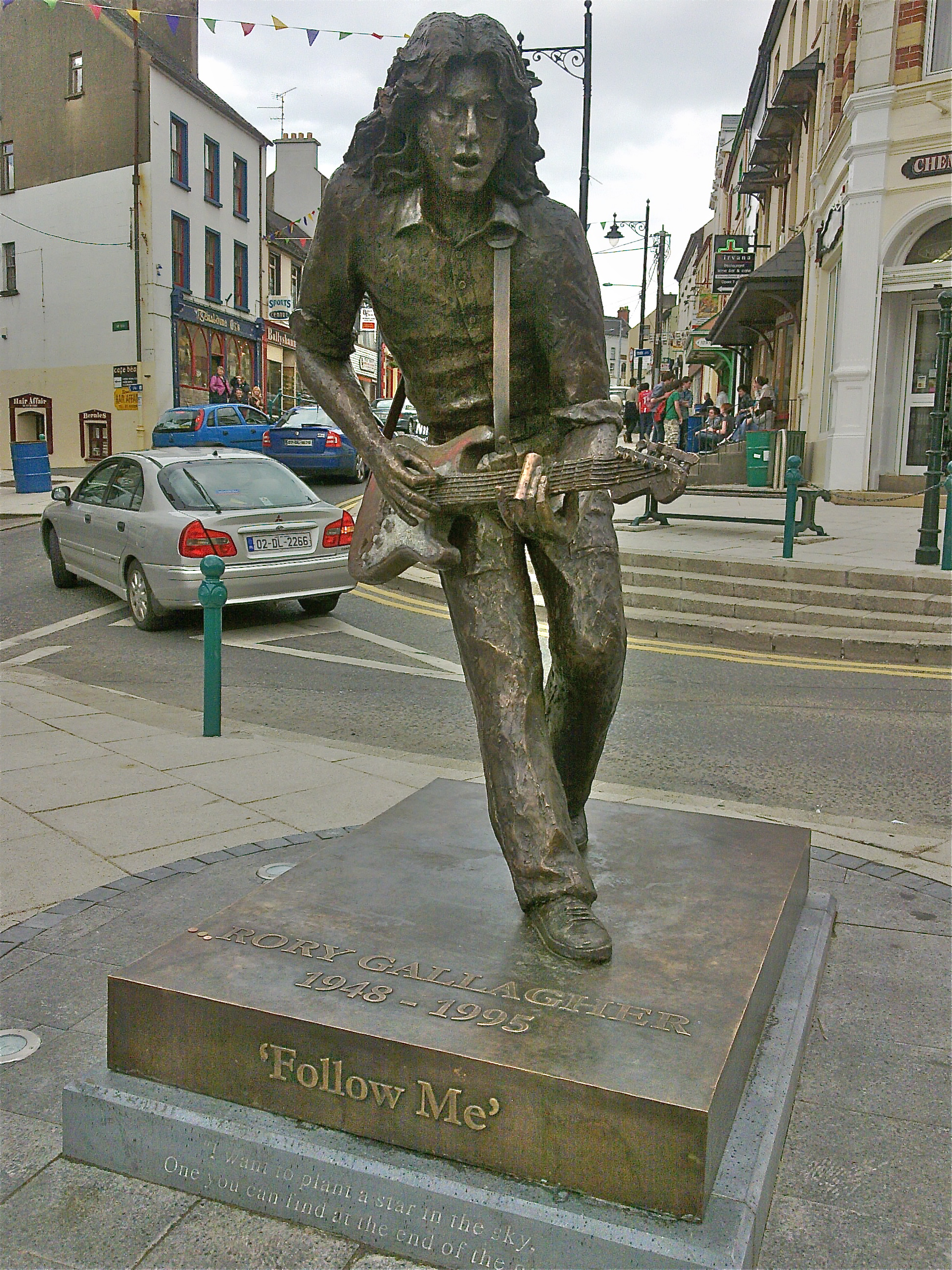
Staty av Rory Gallagher

En av Irlands mest kända poeter, William Allingham, kom från Ballyshannon. En annan känd person från staden är Charlie McGettigan, en sångare och låtskrivare som tillsammans med Paul Harrington vann Eurovision Song Contest 1994.
Gitarristen och sångaren Rory Gallagher föddes i Ballyshannon och i stadskärnan finns en staty rest till hans minne. Sedan 2002 har den årliga musikfestivalen Rory Gallagher International Tribute Festival hållits i staden och lockar över 10 000 besökare till Ballyshannon.
En annan festival som varje år hålls i staden är Ballyshannon Folk and Traditional Music Festival som är en av Irlands äldsta festivaler.